# Ancylostemon mairei
Ancylostemon mairei là một loài thực vật có hoa trong họ Tai voi. Loài này được (H.Lév.) Craib mô tả khoa học đầu tiên năm 1920.